# Helmholtz-Zentrum für Umweltforschung – UFZ

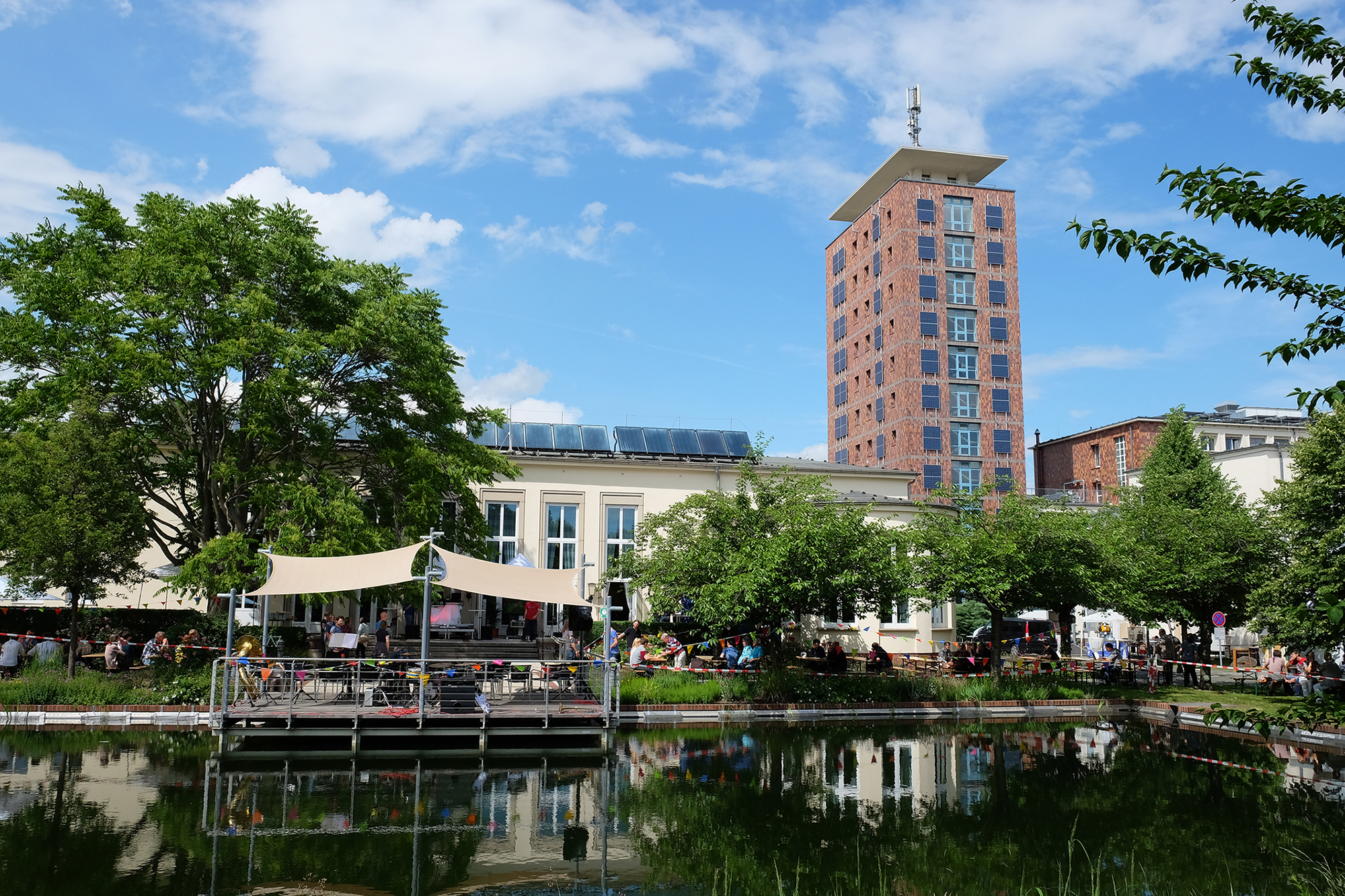
UFZ-Standort Leipzig

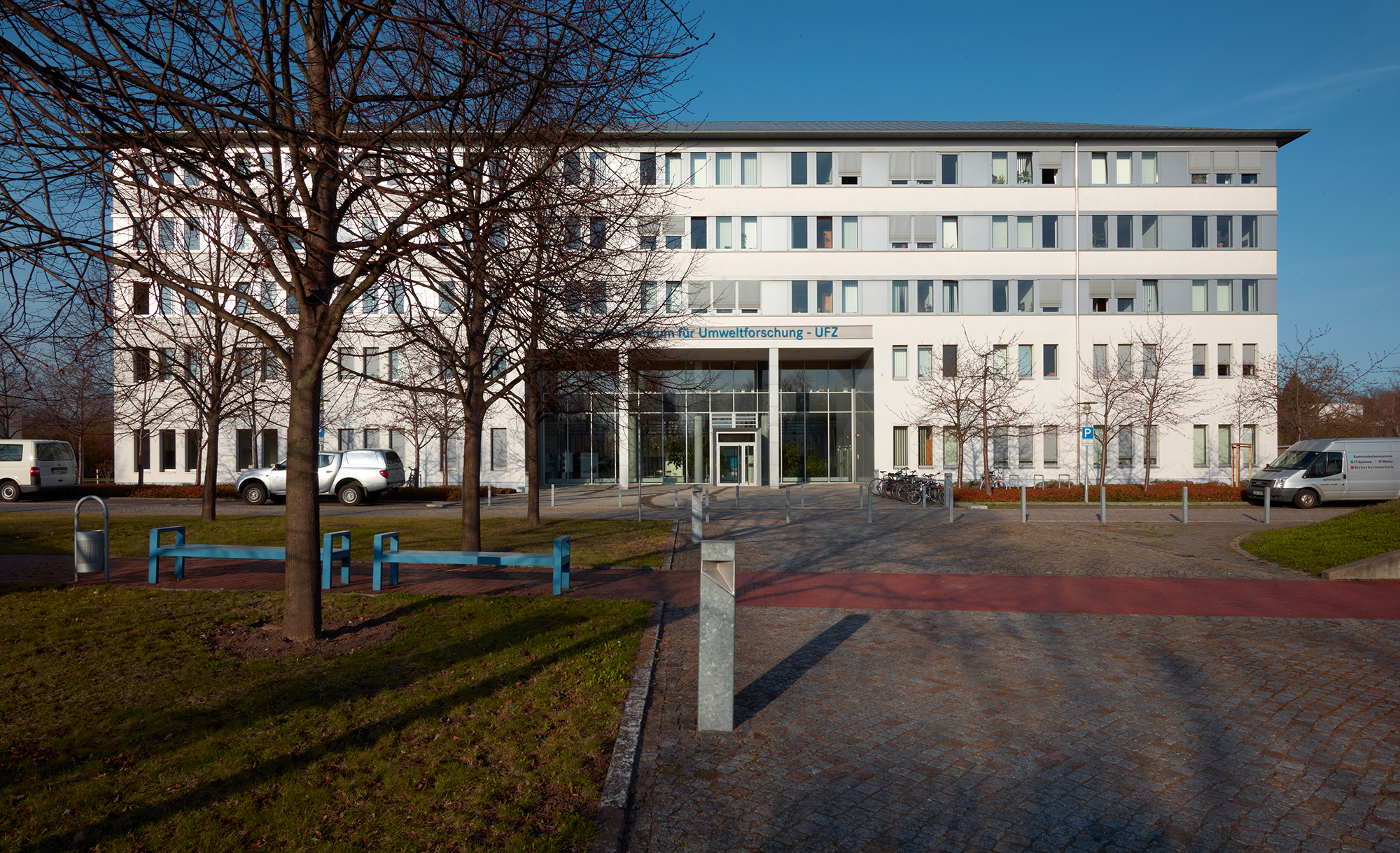
UFZ-Standort in Halle

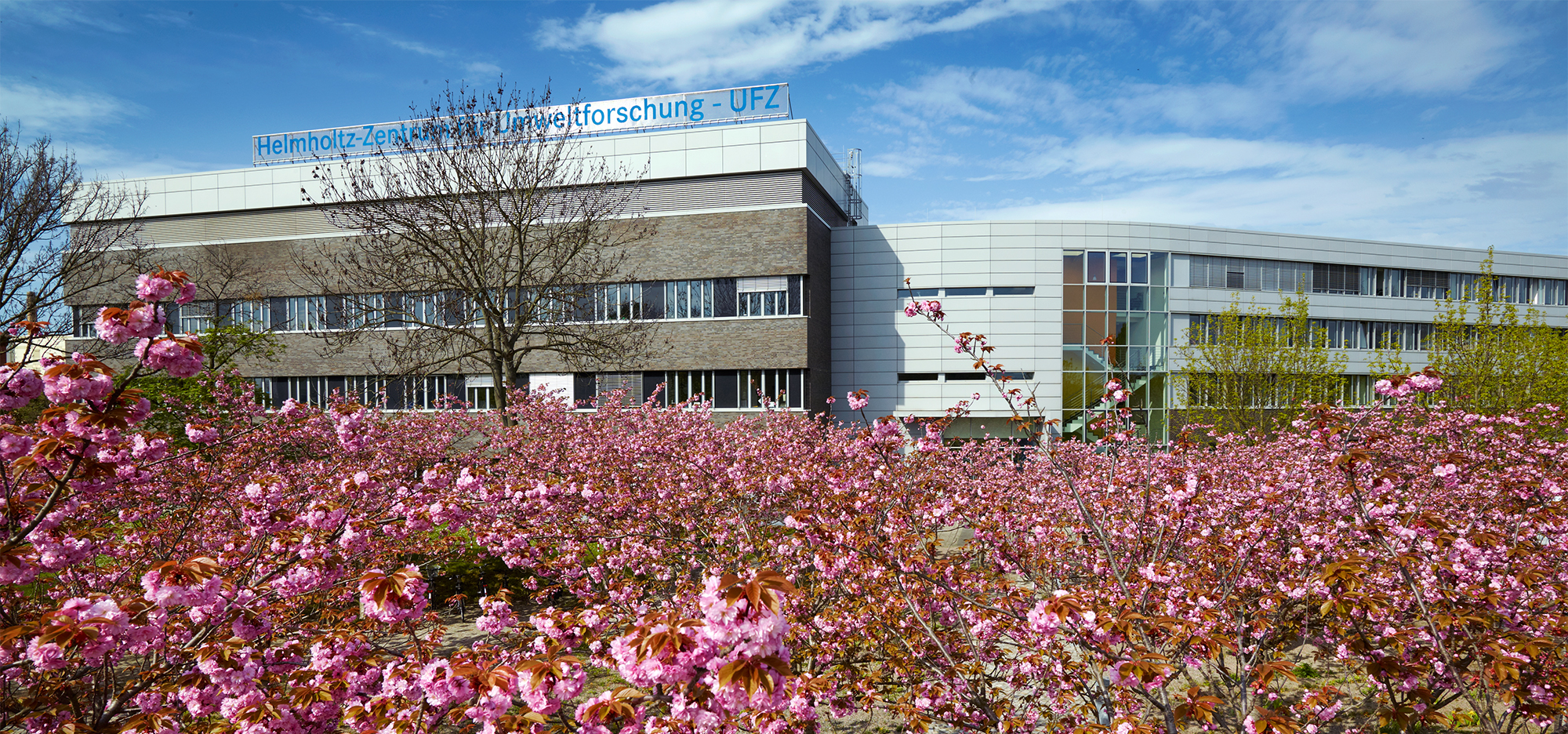
UFZ-Standort Magdeburg

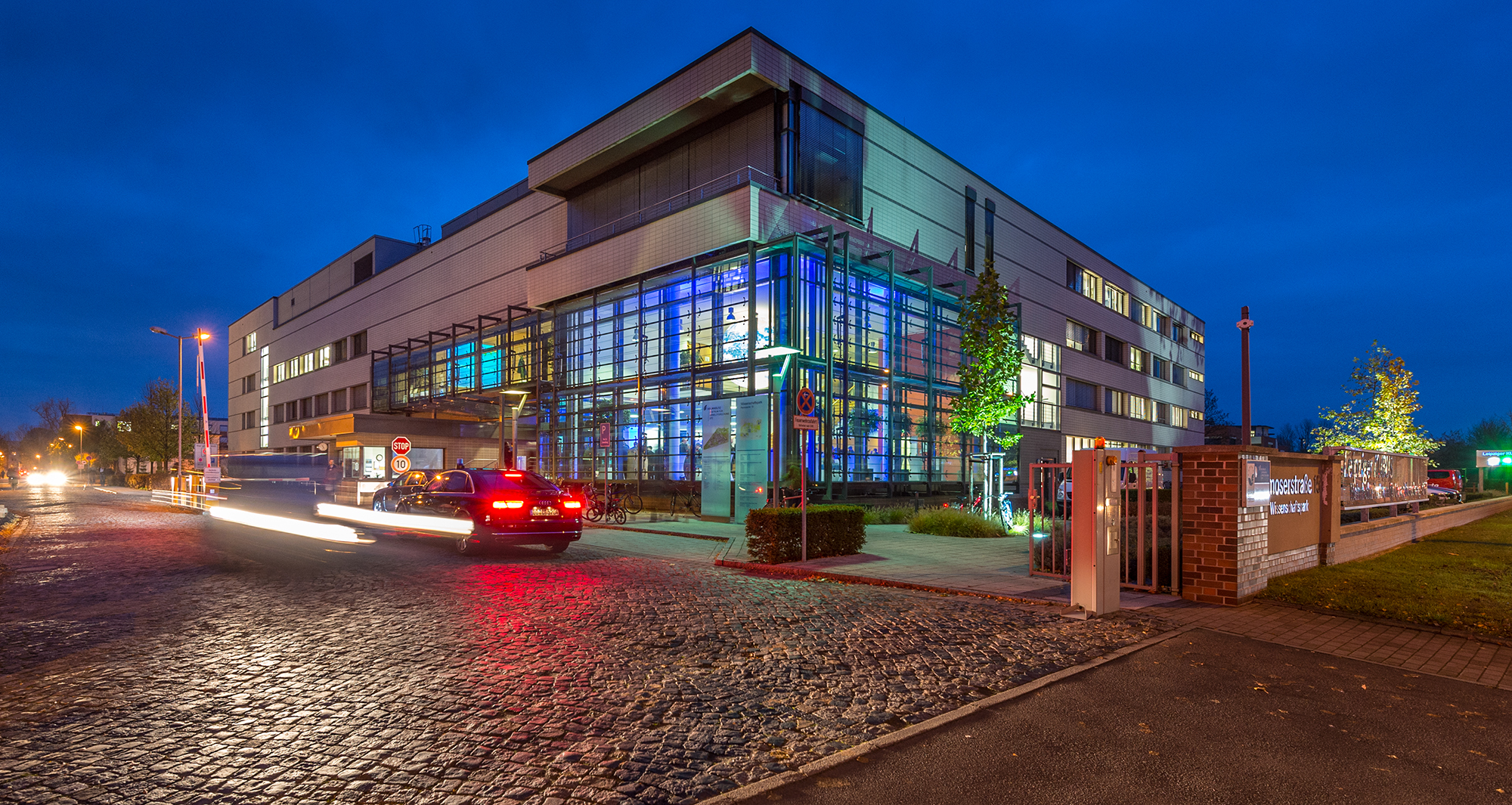
Leipziger KUBUS – Das Veranstaltungs- und Bildungszentrum des UFZ

Das Helmholtz-Zentrum für Umweltforschung – UFZ (bis 28. November 2006: UFZ–Umweltforschungszentrum Leipzig-Halle GmbH) ist sowohl in  der Grundlagenforschung als auch angewandten Forschung tätig. Wissenschaftliche Geschäftsführerin ist Katrin Böhning-Gaese. Administrative Geschäftsführerin ist Sabine König.
Die Gründung erfolgte am 12. Dezember 1991, der Forschungsbetrieb wurde am 2. Januar 1992 aufgenommen. Das UFZ hat Standorte in Leipzig, Halle (Saale) und Magdeburg. Es betreibt außerdem die Versuchsstationen in Bad Lauchstädt. Am UFZ arbeiten ca. 1.200 Mitarbeitende (Stand: Dezember 2024), davon ungefähr 280 Promovierende.
Seit April 2004 betreibt das UFZ ein modernes Kommunikations- und Veranstaltungsgebäude, den Leipziger KUBUS. Der KUBUS hat Veranstaltungsräume unterschiedlicher Größe und Flexibilität und bietet Platz für bis zu 550 Personen.

## Ausrichtung der Forschung
Als internationales Kompetenzzentrum für Umweltwissenschaften untersucht das UFZ Wechselwirkungen zwischen Mensch und Natur unter dem Einfluss des globalen Wandels. Die Forschungsarbeiten konzentrieren sich auf die terrestrische Umwelt, auf dicht besiedelte städtische und industrielle Ballungsräume, auf Agrarlandschaften sowie naturnahe Landschaften. Sie befassen sich mit Fragen künftiger Landnutzung, der Erhaltung von biologischer Vielfalt und von Ökosystemdienstleistungen, dem nachhaltigen Management von Boden- und Wasserressourcen und der Wirkung von Chemikalien auf Mensch und Umwelt – von der Ebene einzelner Zellen und Organismen bis auf die regionale Skala.
Ein Charakteristikum ist integrierte Umweltforschung, die disziplinäre Grenzen zwischen Natur- und Sozialwissenschaften überwindet (Interdisziplinarität) und Entscheidungsträger aus Wirtschaft, Politik und Gesellschaft einbezieht (Transdisziplinarität). Große wissenschaftliche Infrastrukturen wie Klima- und Landnutzungsexperimente (z. B. GCEF Global Change Experimental Facility, ProVIS – Zentrum zur Visualisierung biochemischer Prozesse auf zellulärer Ebene), Plattformen und Technologien für Umweltmonitoring (z. B. Kleingewässer-Monitoring, TERENO – Terrestrial Environmental Observatories), Modellierung und Visualisierung (z. B. TESSIN/VisLab Terrestrial Environmental System Simulation & Integration Network) wurden bzw. werden im Rahmen nationaler und internationaler Kooperationen und Netzwerke initiiert, entwickelt und genutzt.
Das Ziel ist es, Wege für einen nachhaltigen Umgang mit den natürlichen Lebensgrundlagen zum Wohle von Mensch und Umwelt aufzuzeigen.

## Forschungsorganisation

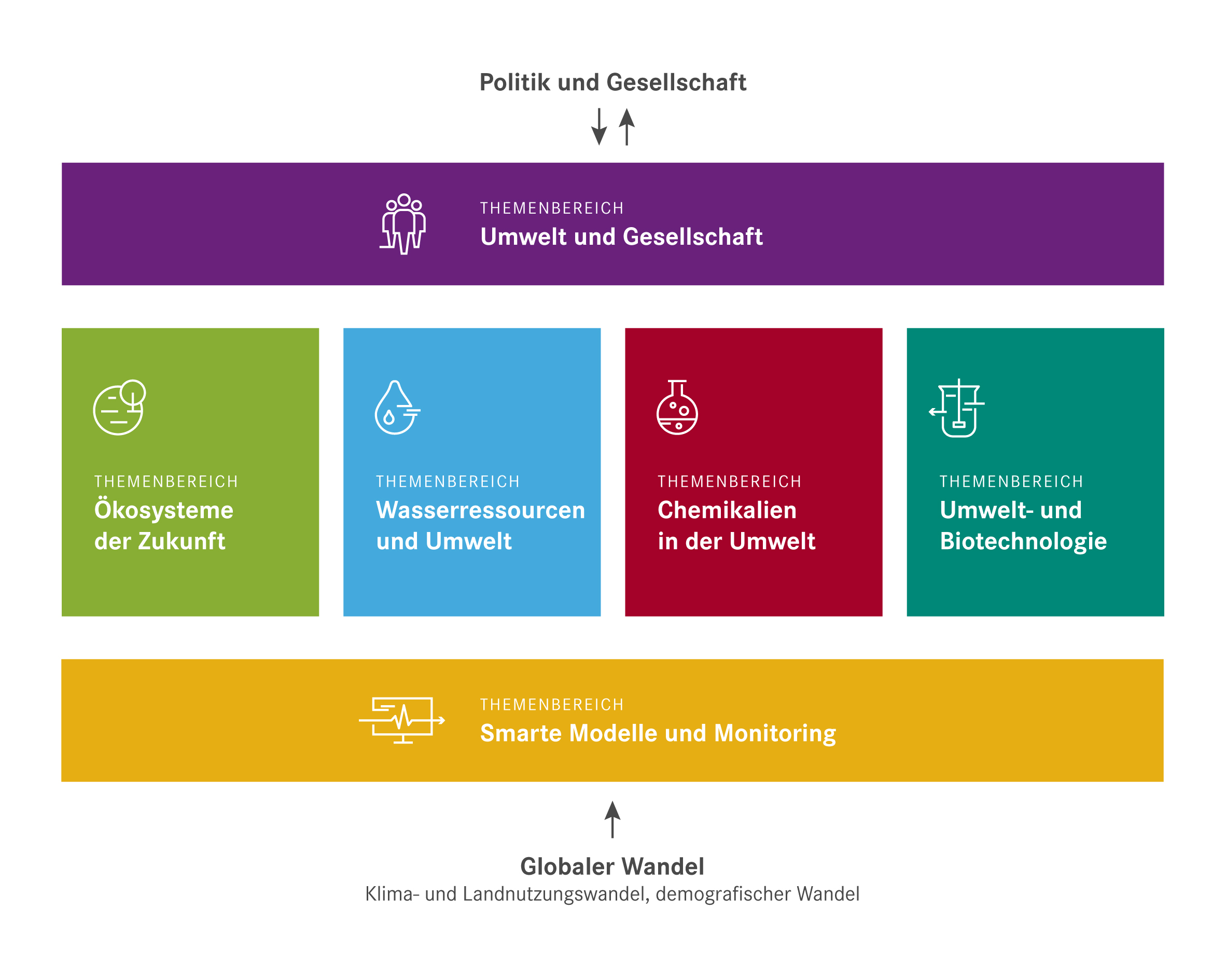
Forschungsstruktur des UFZ

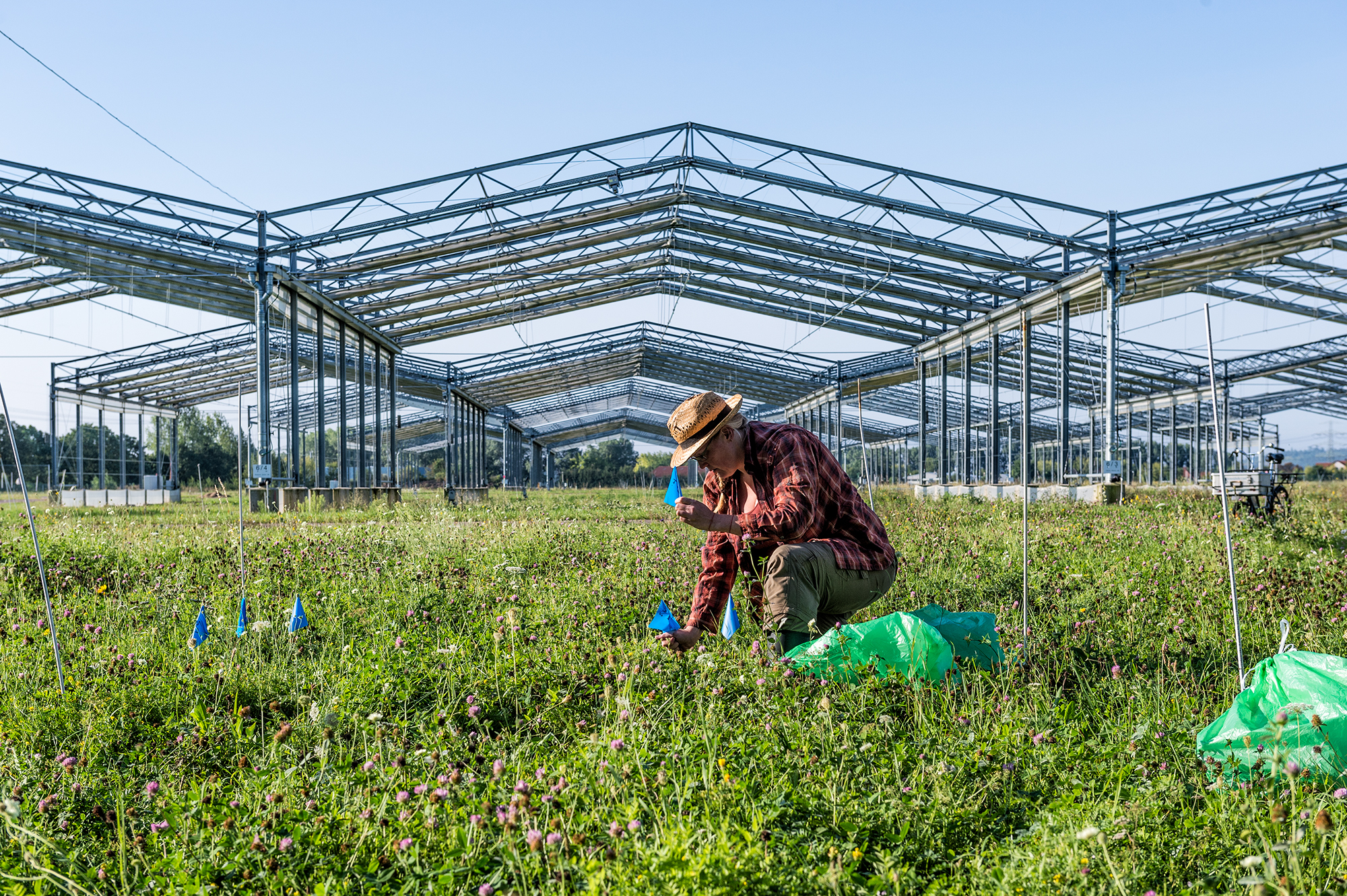
Global Change Experimental Facility (GCEF) in Bad Lauchstädt, Sachsen-Anhalt

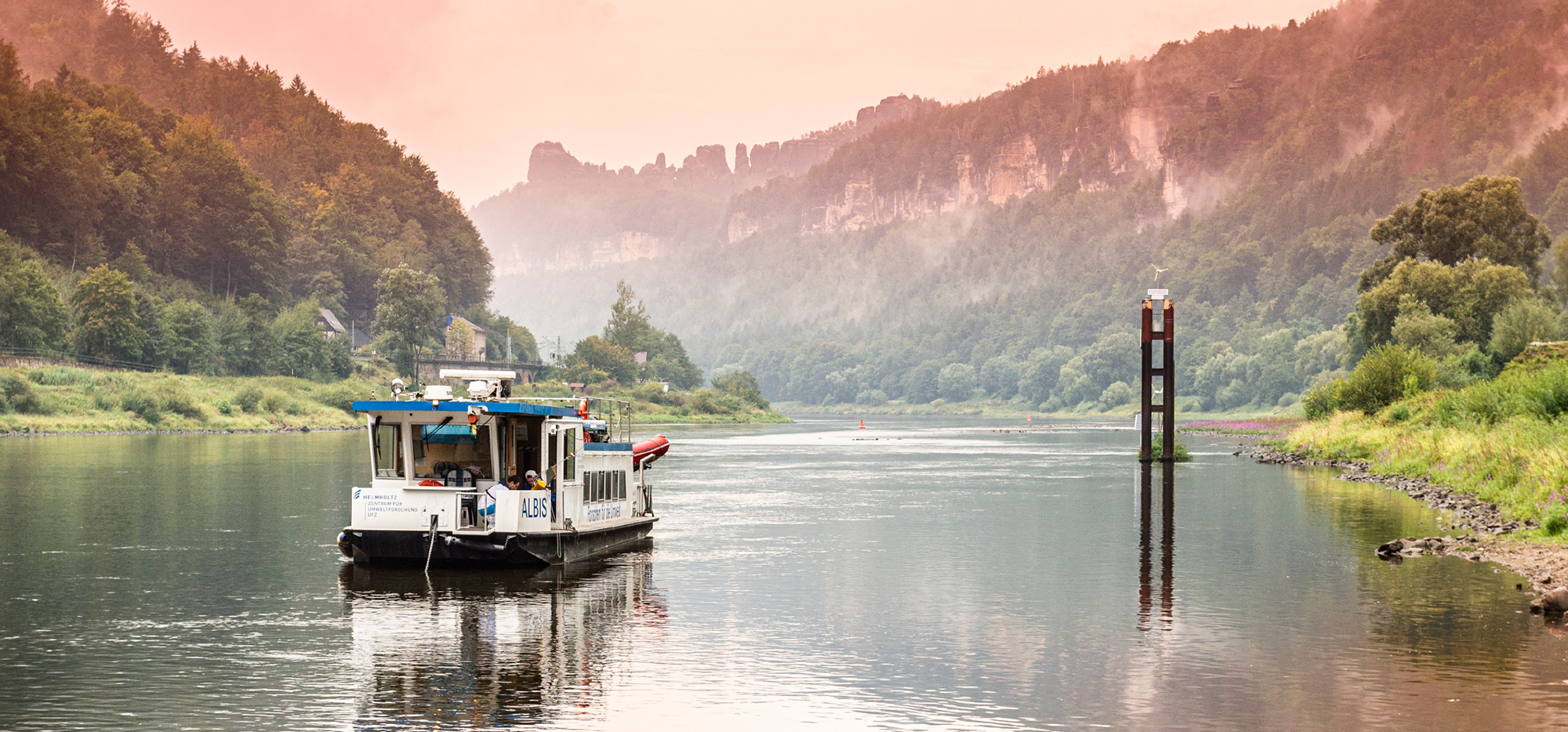
Messfahrt 2019 des UFZ-Forschungsschiffs "ALBIS" auf der Elbe.

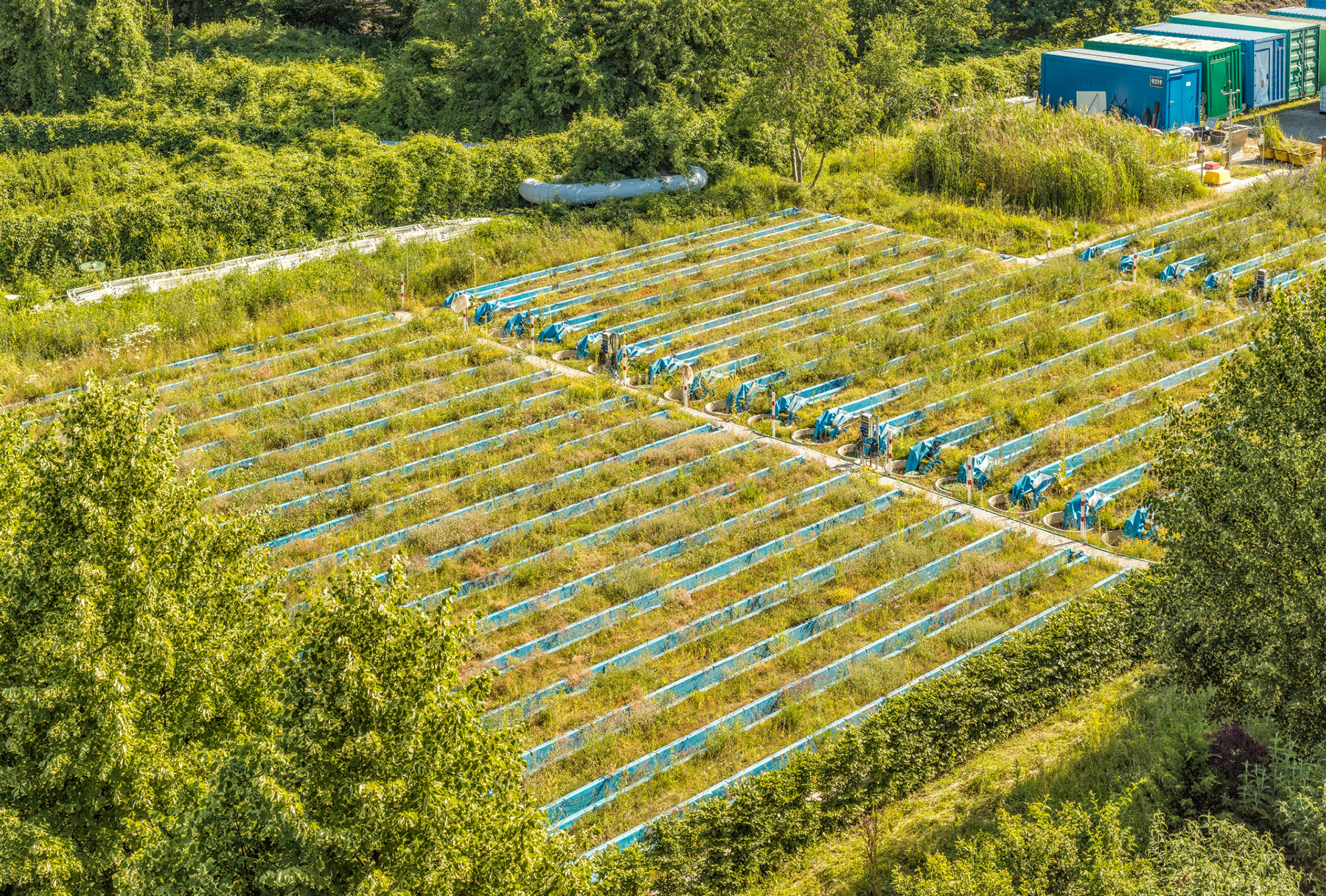
Fließrinnen-Experiment aus 47 Fließrinnen am UFZ-Standort Leipzig.

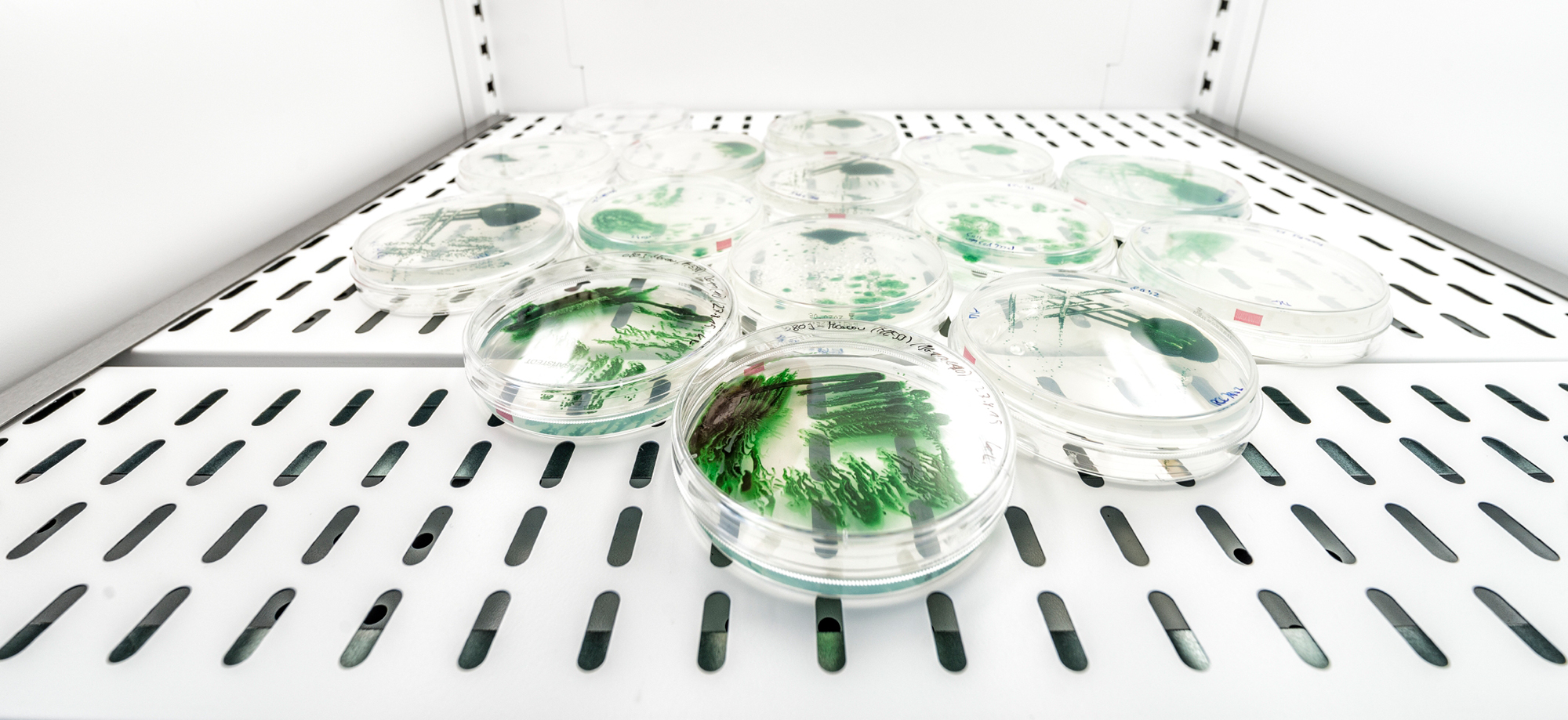
Forschung mit Cyanobakterien zur Wasserstoffgewinnung

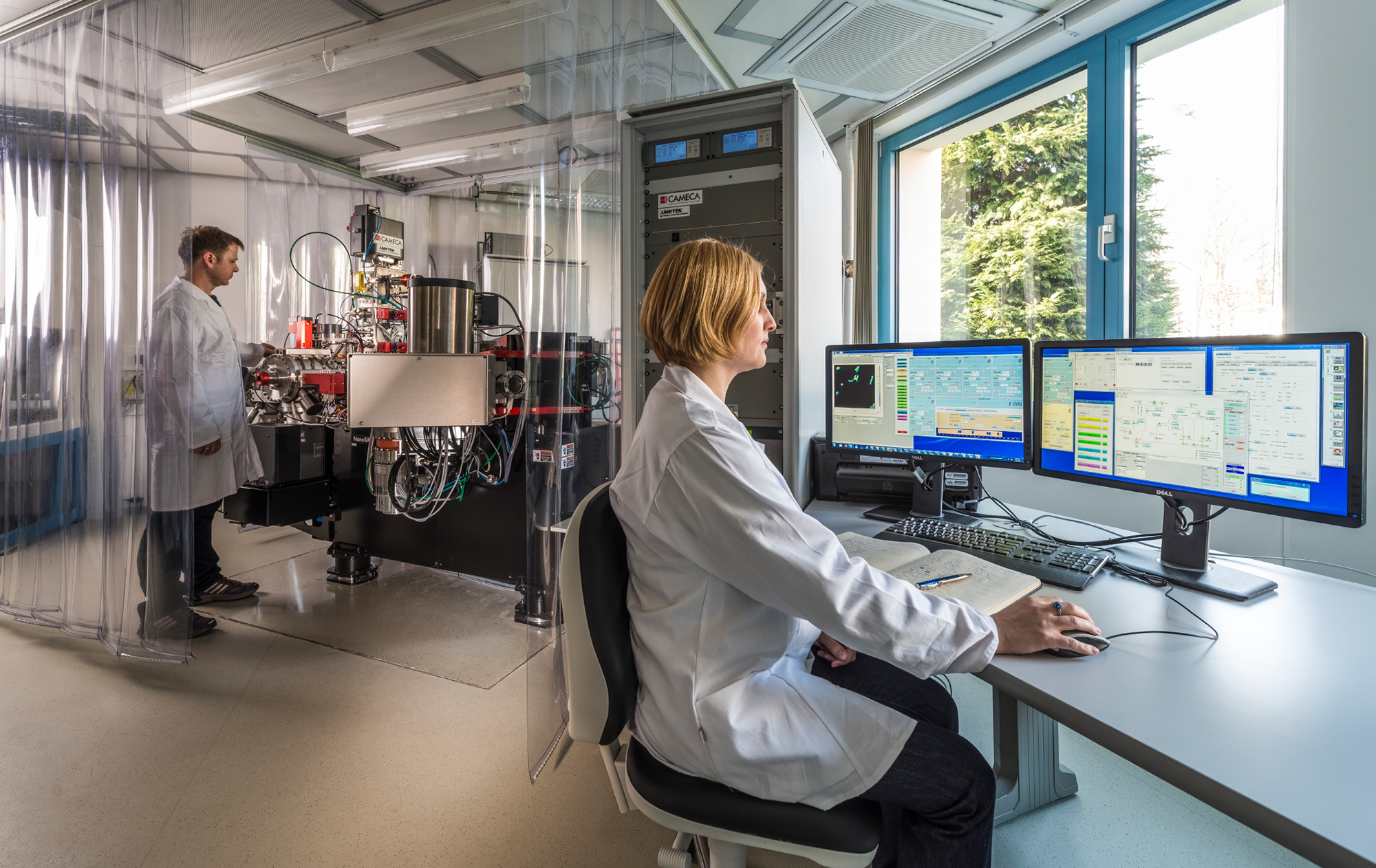
Technologieplattform ProVIS – Visualisierung biochemischer Prozesse auf zellulärer Ebene

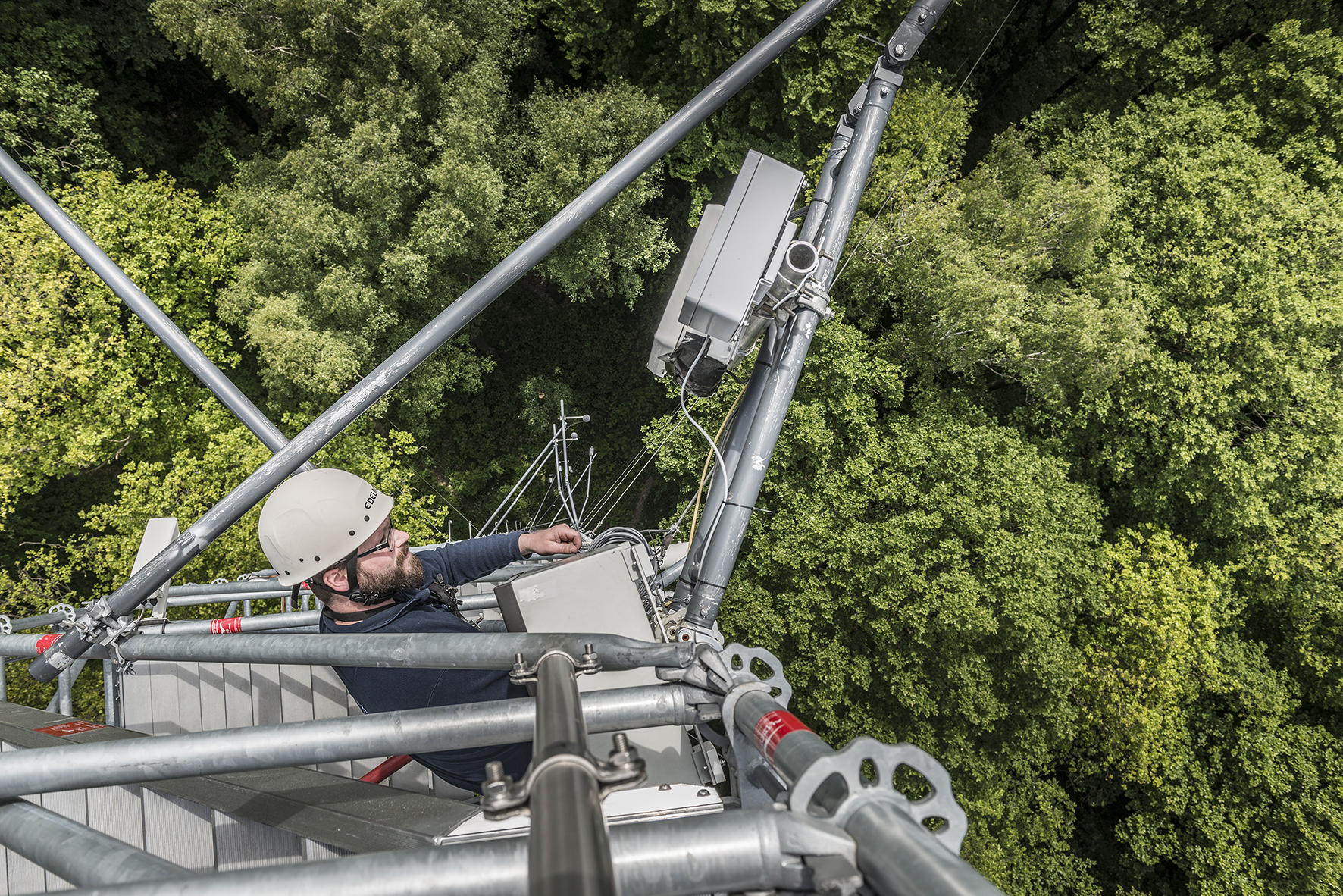
Wald-Klima-Observatorium im Harz

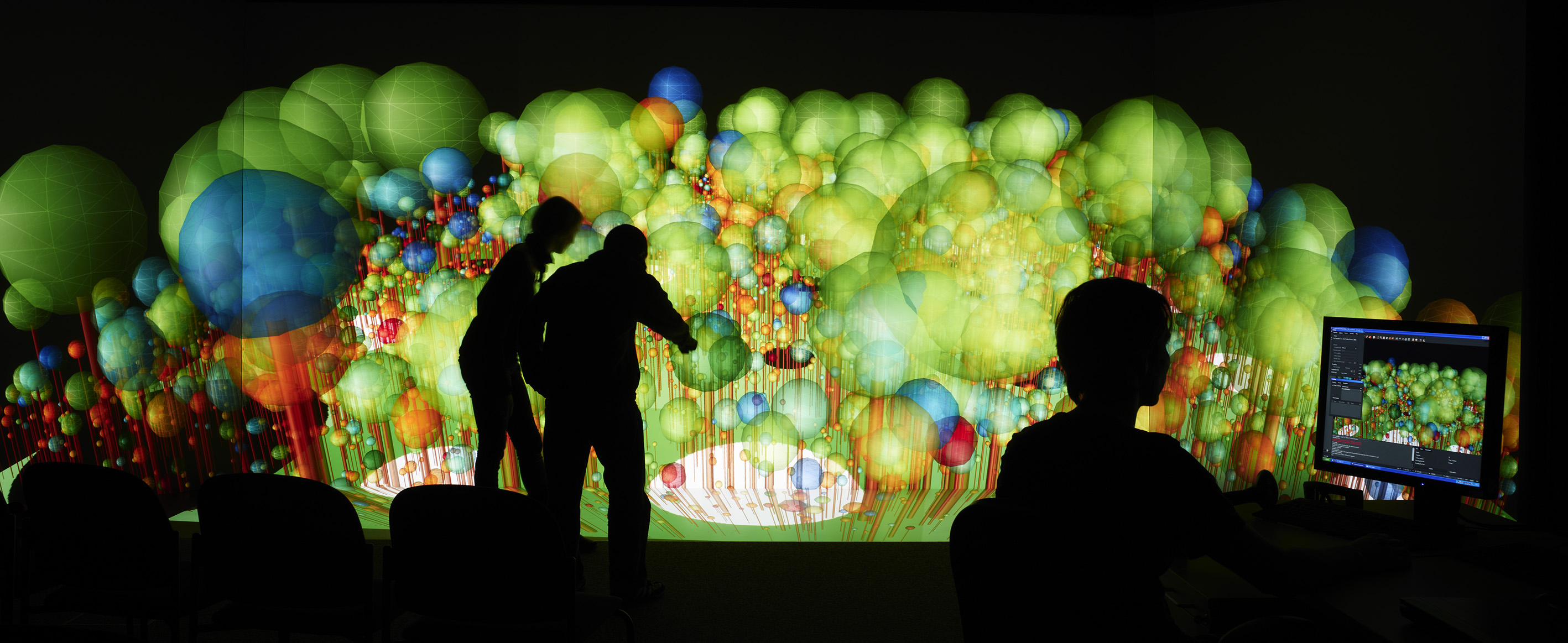
Visualisierungszentrum am UFZ in Leipzig

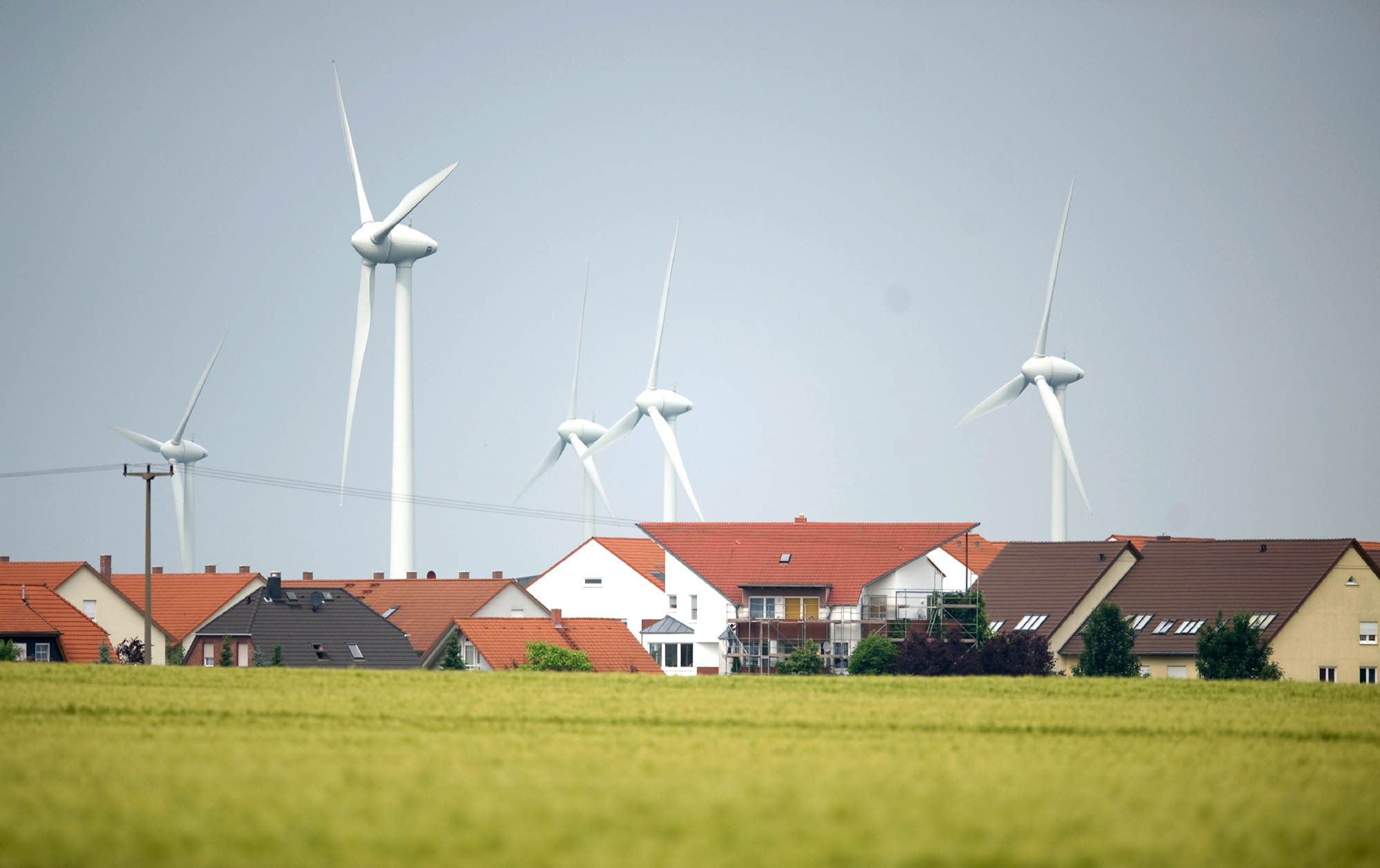
Energiewende – Windräder hinter einer Siedlung

Die integrierte Umweltforschung des UFZ ist in sechs Themenbereichen organisiert. Die Themenbereiche 1–4 sind Kernthemen, die Themenbereiche 5 und 6 sind Querschnittskompetenzen:
1. Ökosysteme der Zukunft[6]
2. Wasserressourcen und Umwelt[7]
3. Chemikalien in der Umwelt[8]
4. Nachhaltige Technologien für die Umwelt[9]
5. Smarte Modelle und Monitoring[10]
6. Umwelt und Gesellschaft[11]

Mit diesen Themenbereichen reagiert das UFZ auf Klimawandel, Landnutzungswandel, Bevölkerungswachstum, gesellschaftliche Knappheitsbedingungen, Globalisierung, Urbanisierung, Rückgang der biologischen Vielfalt, wachsender Energie- und Nahrungsbedarf, wachsende Menge und Vielfalt an Chemikalien mit Wirkungen auf Mensch und Umwelt, neue Muster in der nationalen und globalen Governance.
Den sechs strategischen Themenbereichen sind die 37 methodisch ausgerichteten Departments zugeordnet. Die große Zahl der Departments verdeutlicht die fachliche Breite und Vielfalt der Forschung am UFZ:
Ökosysteme der Zukunft
- Biozönoseforschung
- Bodenökologie
- Bodensystemforschung
- Landschaftsökologie
- Naturschutzforschung
- Biodiversität und Mensch (in Kooperation mit iDiv)
- Physiologische Diversität (in Kooperation mit iDiv)
- Species Interaction Ecology

Wasserressourcen und Umwelt
- Aquatische Ökosystemanalyse
- Catchment Hydrology
- Fließgewässerökologie
- Hydrogeologie
- Seenforschung

Chemikalien in der Umwelt
- Computational Biology & Chemistry
- Environmental Analytical Chemistry
- Exposure Science
- Molekulare Toxikologie
- Ökotoxikologie
- Umweltimmunologie
- Zelltoxikologie

Nachhaltige Technologien für die Umwelt
- Angewandte Mikrobielle Ökologie
- Mikrobielle Biotechnologie
- Biotechnologie Solarer Materialien
- Technische Biogeochemie
- Molekulare Umweltbiotechnologie
- Systemische Umweltbiotechnologie

Smarte Modelle und Monitoring
- Compound Environmental Risks
- Hydrosystemmodellierung
- Monitoring- und Erkundungstechnologien
- Ökologische Systemanalyse
- Remote Sensing
- Umweltinformatik

Umwelt und Gesellschaft
- Bioenergie
- Ökonomie
- Stadt- und Umweltsoziologie
- Umweltpolitik
- Umwelt- und Planungsrecht

### Integrierte Plattformen
In den Integrierten Plattformen (IP) als Kernstück der UFZ-Forschung findet die integrierte und transdisziplinäre Forschung statt. Auch die Integrierten Plattformen sind Themenbereichen zugeordnet, allerdings nur rein administrativ. Sie arbeiten aber gemäß ihrer Zielstellungen und Inhalte Themenbereich- und Department-übergreifend.
TB Ökosysteme der Zukunft
- IP1 Sustainable future land use: Provisioning natural resources, biodiversity and ecosystem services

TB Wasserressourcen und Umwelt
- IP2  Freshwater resources: Securing quantity and quality in a multifunctional ecosystem perspective

TB Chemikalien in der Umwelt
- IP3 Healthy Planet: Towards a non-toxic environment

TB Nachhaltige Technologie für die Umwelt
- IP4 Tapping nature’s potential for sustainable production and a healthy environment

TB Smarte Modelle und Monitoring
- IP5 Robust pictures of the future for sustainable development paths in landscapes under climate change

TB Umwelt und Gesellschaft
- IP6  Transformation towards Sustainability

## Mitglied, Kooperationen, Netzwerke, Zertifizierungen
Das UFZ ist Mitglied der Helmholtz-Gemeinschaft Deutscher Forschungszentren. In diesem Verbund haben sich 18 naturwissenschaftlich-technische und medizinisch-biologische Forschungszentren mit rund 44.000 Beschäftigten (Stand Juli 2022) und einem Jahresbudget von 5,8 Milliarden Euro (Stand Juni 2022) zusammengeschlossen. Das UFZ forscht im Forschungsbereich „Erde und Umwelt“ – einem von sechs Forschungsbereichen der Helmholtz-Gemeinschaft.
Das UFZ kooperiert und arbeitet mit einer Vielzahl von Behörden, Forschungseinrichtungen und Organisationen national und international (u. a. UNEP, EU, Intergovernmental Panel on Climate Change (IPCC), Intergovernmental Platform on Biodiversity and Ecosystem Services (IPBES), Umweltbundesamt (UBA), Bundesinstitut für Risikobewertung (BfR), Bundesamt für Naturschutz (BfN)) zusammen.
Das UFZ ist Mitglied von PEER (Partnership for European Environmental Research). PEER ist ein Zusammenschluss von acht europäischen Umweltforschungszentren und wurde 2001 gegründet. In den PEER-Zentren sind mehr als 5.000 Personen beschäftigt. Das Gesamtbudget aller acht Zentren hat einen Umfang von ungefähr 430 Mio. € pro Jahr. Mit der Durchführung gemeinsamer Forschungsprojekte und der Förderung der Zusammenarbeit europäischer und internationaler Wissenschaftler will PEER dazu beitragen, die Umweltforschung und deren Rolle auf europäischer Ebene zu stärken.
Das UFZ ist mit den Universitäten Leipzig, Halle-Wittenberg und Jena sowie weiteren Forschungseinrichtungen Kooperationspartner des 2012 gegründeten Deutschen Zentrums für integrative Biodiversitätsforschung (iDiv). Das iDiv hat seinen Sitz in Leipzig und wird von der Deutschen Forschungsgemeinschaft (DFG) gefördert.
Seit 2005 ist das UFZ nach dem betrieblichen Umweltmanagementsystem EMAS (Eco-Management and Audit Scheme) validiert. Seit 2014 trägt es das Audit „berufundfamilie“.

## Finanzierung
Die Grundfinanzierung tragen zu 90 % die Bundesrepublik Deutschland und zu jeweils 5 % die Bundesländer Sachsen und Sachsen-Anhalt mit insgesamt 80,8 Mio. €. Das Gesamtbudget mit Drittmitteln und sonstigen Einnahmen beträgt 121,5 Mio. € (Stand Dez. 2021).

## Publikationen
Das UFZ gibt eine Reihe von Broschüren, Thesenpapieren und weiteren Publikationen heraus.